# تل مقبره
تل مقبره مربوط به دوره ساسانیان - سده‌های میانه دوران‌های تاریخی پس از اسلام است و در شهرستان خرم بید، بخش مشهد مرغاب، دهستان شهیدآباد، ۲ کیلومتری شرق روستای یاس چمن واقع شده و این اثر در تاریخ ۷ اسفند ۱۳۸۶ با شمارهٔ ثبت ۲۱۴۵۳ به‌عنوان یکی از آثار ملی ایران به ثبت رسیده است.